# Ривера, Хезли
Хезли Ривера (англ. Hezly Rivera; род. 4 июня 2008, Хакенсак, Нью-Джерси) — американская гимнастка и олимпийская чемпионка 2024 года. Ривера была членом команды, завоевавшей серебряную медаль на чемпионате мира среди юниоров 2023 года. Также стала серебряным призёром чемпионата мира среди юниоров 2023 года в вольных упражнениях. Войдя в состав команды США на летних Олимпийских играх 2024 года, стала самой молодой спортсменкой во всей американской делегации.

## Биография
Ривера родилась в Хакенсаке в 2008 году в семье Хейди Руис и Генри Ривера, инженера родом из Доминиканской Республики. Она выросла в Ораделле. У неё есть старшая сестра Кархелис и младший брат Хэнли. Ривера начала заниматься гимнастикой в 2013 году после того, как посетила день рождения подруги, который проходил в гимнастическом зале.
Первоначально Ривера тренировалась под руководством Мэгги Хейни. Когда в 2020 году Хейни отстранили от занятий, семья Риверы переехала в Техас, чтобы тренироваться у Валерия Люкина.

## Карьера

### 2022
Ривера участвовала в Зимнем кубке 2022 года, где заняла третье место в многоборье. В результате она была отобрана для участия в командном турнире DTB Pokal Team Challenge. Там она помогла США завоевать золото.
В июле Ривера выступила на турнире U.S. Classic, где заняла второе место в многоборье. Также она выиграла золото в упражнении на бревне, серебро в вольных упражнениях и заняла четвёртое место в опорном прыжке. В следующем месяце Ривера выступила на Национальном чемпионате, где заняла шестое место в многоборье и выиграла бронзу в вольных упражнениях.

### 2023
Ривера участвовала в Зимнем кубке 2023 года, где выиграла в многоборье. Она заняла первые места на бревне и в вольных упражнениях. В результате, выиграв соревнования, Ривера была включена в состав команды для участия в юниорском чемпионате мира 2023 года.
В первый день юниорского чемпионата мира Ривера заняла второе место, уступив Японии. Во время опорного прыжка рука Риверы соскользнула с опорного стола, в результате чего она получила 0 баллов за упражнение и не прошла в финал многоборья. Однако она прошла в финал соревнований на брусьях и в вольных упражнениях. В финале соревнований Ривера заняла восьмое место на брусьях и завоевала серебро в вольных упражнениях, уступив итальянке Джулии Перотти.

### 2024
В 15 лет Ривера была допущена к взрослым соревнованиям в 2024 году. Она дебютировала на Зимнем кубке 2024 года, где заняла третье место в многоборье и первое — на бревне. Её международный дебют состоялся на турнире City of Jesolo Trophy, где она помогла США завоевать бронзу, уступив Италии и Бразилии. На национальном чемпионате Ривера заняла шестое место в многоборье. В результате она прошла квалификацию на участие в Олимпийских играх.
На олимпийских испытаниях Ривера заняла пятое место в многоборье, первое место на бревне, четвёртое место на брусьях и восьмое место в вольных упражнениях. В результате она была отобрана в команду США на летние Олимпийские игры 2024 года вместе с Симоной Байлз, Джейд Кэри, Джордан Чайлз и Сунисой Ли.
В квалификационном раунде на Олимпийских играх Ривера выступала на брусьях и бревне. В командном финале Хезли не выступала, но все равно завоевала золото, так как команда заняла первое место.

## Спортивные достижения

### Юниорские
| Год  | Турнир                       | Команда | Многоборье | Опорный прыжок | Разновысокие брусья | Бревно | Вольные упражнения |
| ---- | ---------------------------- | ------- | ---------- | -------------- | ------------------- | ------ | ------------------ |
| 2022 | Winter Cup                   |         | 3          | 8              | 6                   | 11     | 6                  |
| 2022 | DTB Pokal Team Challenge     | 1       |            |                |                     |        |                    |
| 2022 | U.S. Classic                 |         | 2          | 4              | 11                  | 1      | 2                  |
| 2022 | Чемпионат США                |         | 6          | 11             | 6                   | 12     | 3                  |
| 2023 | Winter Cup                   |         | 1          | 4              | 7                   | 1      | 1                  |
| 2023 | Чемпионат мира среди юниоров | 2       |            |                | 8                   |        | 2                  |
| 2023 | U.S. Classic                 |         |            |                | 6                   | 20     |                    |
| 2023 | Чемпионат США                |         | 6          |                | 5                   | 4      | 13                 |

### Взрослые
| Год  | Турнир                | Команда | Многоборье | Опорный прыжок | Разновысокие брусья | Бревно | Вольные упражнения |
| ---- | --------------------- | ------- | ---------- | -------------- | ------------------- | ------ | ------------------ |
| 2024 | Winter Cup            |         | 3          |                | 20                  | 1      | 3                  |
| 2024 | City of Jesolo Trophy | 3       | 9          |                |                     | 4      |                    |
| 2024 | U.S. Classic          |         | 24         |                | 28                  | 26     | 29                 |
| 2024 | Чемпионат США         |         | 6          |                | 5                   | 4      | 13                 |
| 2024 | Olympic Trials        |         | 5          |                | 4                   | 1      | 8                  |
| 2024 | Олимпийские игры      | 1       |            |                |                     |        |                    |